# Vladimir Vdovičenkov
Vladimir Vdovičenkov, in cirillico Влади́мир Влади́мирович Вдовиче́нков (Gusev, 13 agosto 1971) è un attore russo.
Attivo sia in campo teatrale che cinematografico, è conosciuto a livello internazionale per aver interpretato nel 2014 il ruolo di Dimitri in Leviathan di Andrej Zvjagincev, che viene candidato nel 2015 al Premio Oscar per il miglior film straniero.

## Biografia
Nasce a Gusev, nell'oblast di Kaliningrad, in Unione Sovietica. Durante gli studi, pratica la boxe. Dopo essersi diplomato alla 42a scuola nautica di Kronstadt nel 1989, presta servizio per quattro anni nella Flotta del Nord e nella Flotta del Baltico. Successivamente, inizia a frequentare corsi propedeutici alla recitazione e nel mentre lavora come cameriere, prendendo parte ad alcuni video musicali e spot pubblicitari.

## Carriera
Nel 2000, mentre frequenta il quarto anno all'Istituto Cinematografico Gerasimov, il regista Alexey Sidorov lo ingaggia per la miniserie televisiva Brigada: il ruolo gli da notorietà sia in patria che in altri paesi di lingua russa. Nel 2001, consegue il diploma al Gerasimov. Dal 2002 si esibisce regolarmente al Teatro Vakhtangov. 

## Filmografia parziale

### Attore
- Brigada (Бригада) miniserie televisiva (2002)
- Bumer (Бумер) di Pёtr Buslov (2003)
- Leviathan (Левиафан) di Andrej Zvjagincev (2014)
- Saljut-7  (Салют-7) di Klim Šipenko (2017)
- Batja (Батя) di Dmitrij Jefimovič (2021)[1]
- Plast (Пласт) di Stanislav Sapačёv (2022)

## Premi
- Artista onorato della Federazione Russa
- Medaglia dell'ordine al merito per la Patria

## Vita Privata
Nel 2015 ha sposato Elena Lyadova, conosciuta sul set di Leviathan (2014), dove l'attrice interpretava il ruolo di Lilija.